# 竹夫人 (电影)
《竹夫人》是李翰祥在晚年执导的情色电影，翻拍自他在1970年代的電影《風月奇譚》。

## 剧情介绍
{{瓷器店老板白发皓首，妻子却如花似玉，青春当年。老板终日殚精竭虑，早已不复当年威武，故而床笫之间有心无力，常常敷衍了事。女子正值如狼似虎的年纪，焦躁之间难免与他人暗度陈仓。隔壁铁匠耽恋瓷器店老板娘之容貌，几番试探，一拍即合。常常趁夜深人静之时钻入隔壁卧室，在熟睡的瓷器店老板身旁公然大行云雨。正所谓纸包不住火，隐秘情事终有败露时……}}

## 其他
本片在2008年被中华人民共和国公安部列入《部分涉“黄”网络视频节目名单》的第一位，属于“扫黄打非”之列。